# Herman Neujd
August Herman Neujd, (enligt SDB 7.10 Neijd) född 1 augusti 1872 i Adelövs församling, Jönköpings län, död 13 februari 1931 i Matteus församling, Stockholm, var en svensk skulptör.
Herman Neuijd var ursprungligen ornamentsbildhuggare, utbildade sig vid Tekniska skolan, Konstakademien (1898–) och i Paris. Hans arbeten, särskilt de i litet format utmärker sig genom en graciös lekfullhet i uppfattningen och måleriska former, som påminner om rokoko. Bland hans arbeten märks Stina (på Nationalmuseum), Potatisplockerska, Bilderboken med flera. I en skiss till en kolossalgrupp, Arbetare spåras ett för Neujd annars främmande socialt drag. Han är även representerad på Thielska galleriet, Göteborgs konstmuseum, Kalmar konstmuseum  och i Budapest.